# Буйо-Мару
Буйо-Мару — транспортне судно, яке під час Другої світової війни брало участь у операціях японських збройних сил на Тихому океані.

## Передвоєнна історія
Буйо-Мару спорудили у 1919 році на верфі Asano Shipbuilding у Цурумі на замовлення компанії Kokusai Kisen. У 1932-му новим власником стала компанія Tamai Shosen.
16 листопада 1941-го судно реквізували для потреб Імперської армії Японії.

## Вторгнення на Філіппіни
18 грудня 1941-го Буйо-Мару та ще 26 суден вийшли з Такао (наразі Гаосюн на Тайвані) та попрямували до затоки Лінгаєн на острові Лусон. Вони становили перший ешелон сил вторгнення на Філіппіни (всього до цієї операції залучили 76 транспортів). Уночі 22 грудня почалась висадка доправлених військ у затоці Лінгайєн.

## Вторгнення на Суматру
9 лютого 1942-го Буйо-Мару та ще 13 суден вийшли з в'єтнамської бухти Камрань та попрямували до Палембангу (центр нафтової промисловості на Суматрі). На переході конвой атакували шість літаків, які потопили одне судно та пошкодили кілька інших. Втім, Буйо-Мару не постраждало, а 16 лютого конвой здійснив висадку в Палембанзі.

## Операція у Бірмі
14 квітня Буйо-Мару та ще 31 судно вийшли із Сінгапуру та попрямували до Рангуну (Транспортний загін № 3). 19 квітня вони прибули до місця призначення та висадили доставлені частини, передусім 56-ї змішаної бригади.

## Останній рейс
6 січня 1943-го Буйо-Мару вийшло із Сінгапуру, маючи на борту ряд допоміжних підрозділів 26-ї піхотної дивізії.
26 січня судно прямувало у складі конвою разом зі ще двома суднами без охорони та перебувало за чотири з половиною сотні кілометрів на південний схід від Палау. На його борту було 1126 японських військовослужбовців та 269 індійських військовополонених. Конвой перехопив підводний човен Wahoo, який спершу потопив транспорт Фукуєй-Мару № 2. За кілька хвилин він випустив три торпеди, дві з яких поцілили в Буйо-Мару, що втратило хід. Потім Wahoo поцілив у Буйо-Мару ще однією торпедою, яка не здетонувала. Зрештою чергова торпеда добила судно, екіпаж і пасажири якого перейшли на рятувальні човни.
Wahoo влаштував погоню за третім судном конвою — танкером Пасифік-Мару, проте, перебуваючи у підводному положенні, не зміг наздогнати його. Після цього він повернувся до місця потоплення Буйо-Мару, де обстріляв зі своєї гармати та кулеметів рятувальні човни. У підсумку внаслідок потоплення Буйо-Мару загинув 1 член екіпажу, 86 японських військовослужбовців та всі індійські військовополонені.
27 січня на місце бою прибув переобладнаний канонерський човен Чоко-Мару № 2, який підібрав уцілілих та доправив їх на Палау.